# Gentiana lawrencei
Gentiana lawrencei är en gentianaväxtart som beskrevs av Isaac Henry Burkill. Gentiana lawrencei ingår i släktet gentianor, och familjen gentianaväxter. Utöver nominatformen finns också underarten G. l. farreri.